# Мінет

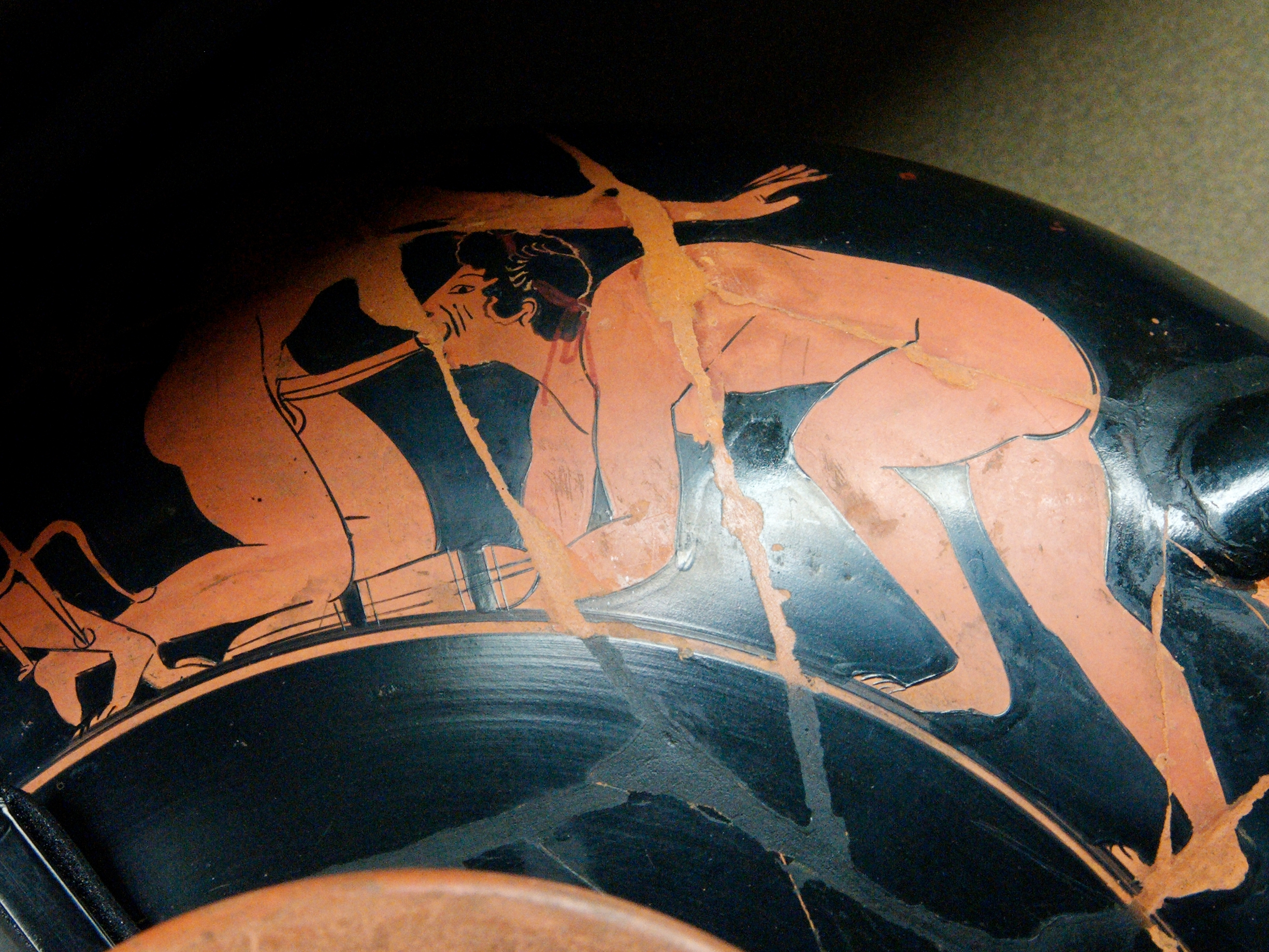
Сцена феляції на аттичному червонофігурному кіліксі, бл. 510 до н. е.

Міне́т (фр. faire des minettes), феля́ція (лат. fellatio) — «лоскотати»; від фр. minette — «кішечка») — різновид орального сексу, коли пеніс стимулюється за допомогою рота, язика, губів або горла. Поширена як альтернативна та самостійна сексуальна практика як у гетеросексуальних, так і в гей-парах. Не призводячи до вагітності, феляція є ризикованою з точки передачі та отримання інфекцій, що передаються статевим шляхом.

## Етимологія
Англійський іменник fellatio походить від латинського fellātus, дієприкметника минулого часу дієслова fellāre, що означає «смоктати». У fellatio -us замінюється на -io, а основа відмінювання закінчується на -ion-, що надає суфіксу форму -ion (пор. французьке fellation). Закінчення -io(n) використовується в англійській мові для творення іменників від латинських прикметників і може вказувати на стан або дію, яку виконує або виконувало латинське дієслово.
Також існують іменники пенілінкція (лат. penilinctio; від penis + lingo — «лижу»), фалаторизм (від грец. φαλλός — «ерегований пеніс»). 
Феляція— найпоширеніша назва орального сексу в західному світі, на відміну від ширше застосовуваного в російській мові терміна «мінет».
\У 1920-ті-1930-ті роки слово «мінет» вживалося і для позначення кунілінгусу (див. щоденники Хармса).

## Ризики та захист
Під час виконання феляції без бар'єрного захисту (правильно вдягнутий на пеніс презерватив з непорушеною цілісністю під час всього контакти зі слизовими оболонками приймаючого партнера) існує високий ризик передачі хвороб, що передаються статевим шляхом. Заразитися ІПСШ під час феляції можна як приймаючому партнеру, так і тому, чий пеніс стимулюють. Найбезпечнішим видом феляції з точки зору інфікування є аутофеляція (оскільки вона виконується без партнера, заразити інших людей під час неї неможливо). Профілактикою поширення ІПСШ є використання бар'єрного захисту під час кожного контакту пеніса з ротовою зоною (якщо феляція виконується після пенісовагінального чи анального сексу або після контакту з іншим партнером, необхідна зміна презерватива на новий) та меншою мірою та інших видів безпечного сексу.
| Ризик при незахищеному сексі з інфікованою людиною | Ризик при незахищеному сексі з інфікованою людиною | Ризик при незахищеному сексі з інфікованою людиною                         |
| Неінфікована людина                                | Відомі ризики | Можливі                                                                    |
| -------------------------------------------------- | --- | -------------------------------------------------------------------------- |
| Виконання феляції (приймаюча роль)                 | - Хламідіоз з ураженням ротоглотки - Гонорея з ураженням ротоглотки (25–30 %) - Простий герпес (рідко) - Папіломавірусна інфекція - Сифіліс з ураженням ротоглотки (шанкр-амігдаліт) (1 %) | - Гепатит В (низький ризик) - ВІЛ-інфекція (0.01 %) - Гепатит C (невідомо) |
| Отримання феляції (чоловік)                        | - Хламідіоз - Гонорея - Простий герпес - Сифіліс (1 %) | - Папіломавірусна інфекція                                                 |

## Використання

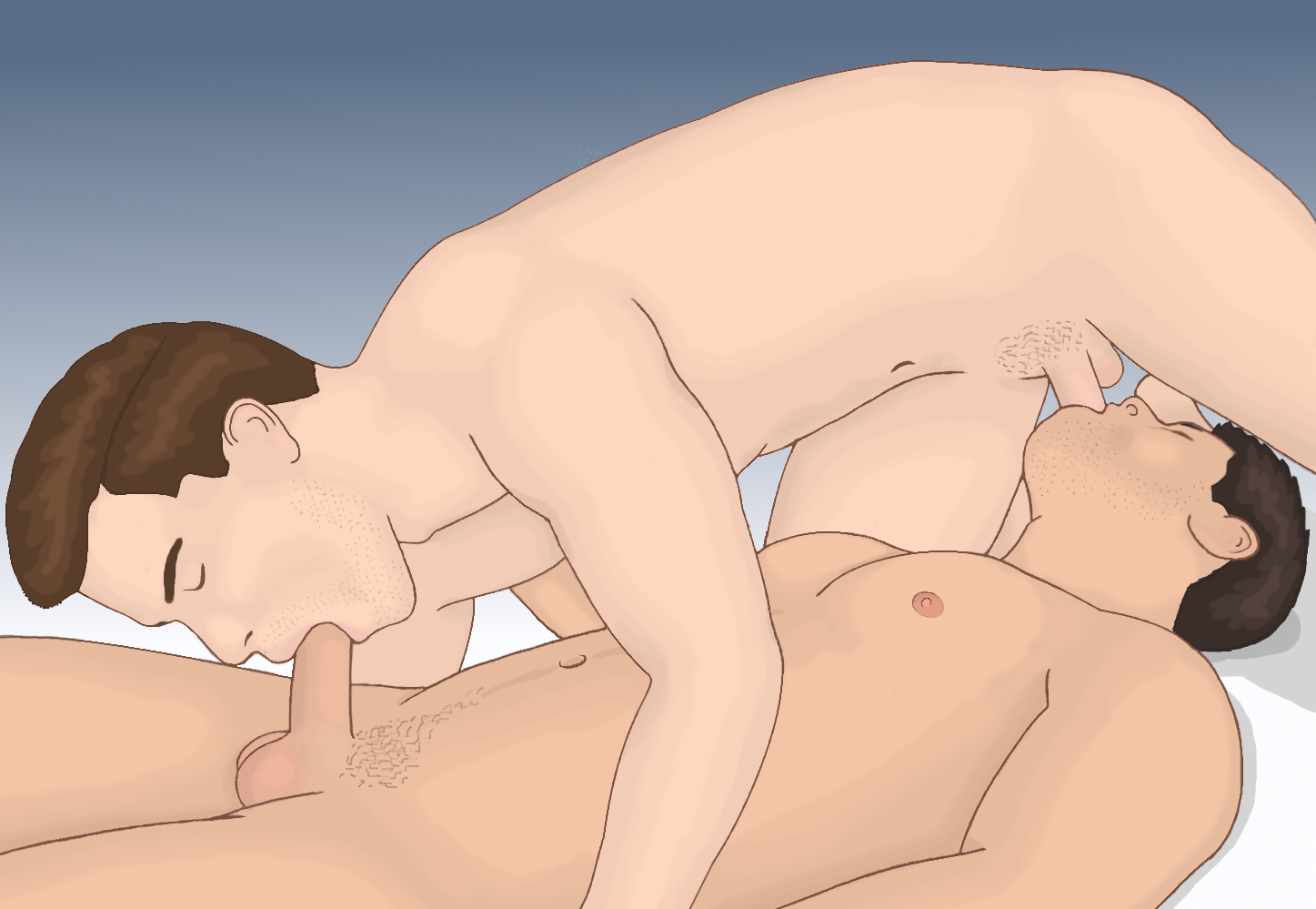
Феляція в позі 69 між чоловіками

- До феляції іноді вдаються під час прелюдії з метою викликати або посилити ерекцію пеніса.
- Феляція використовується як самостійна сексуальна практика у гомосексуальних парах.
- Феляція практикується гетеросексуальними парами як альтернатива вагінальному сексу, щоб уникнути небажаної вагітності.
- Феляція може бути альтернативою при болісному вагінальному сексі чи коїтусі (наприклад за наявності вагінізму або диспареунії)
- Поширеним лишається практикування феляції задля «технічної незайманості» жінки (коли фактично пара займається сексом, не руйнуючи гімен)[8][9].
- Феляція може викориатовуватись у заключній фазі коїтусу як альтернатива для еякуляції з метою запобігання вагітності.

## Техніка

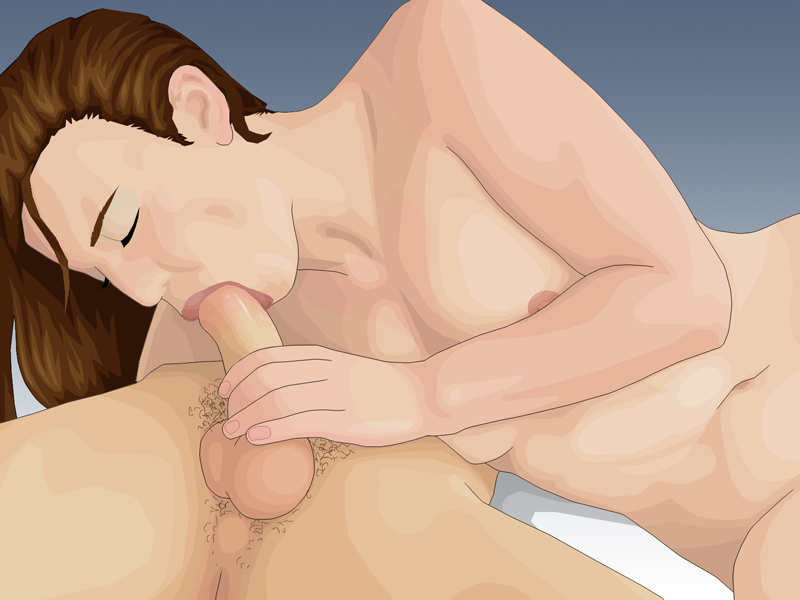
Феляція

Початкове збудження часто досягається за допомогою пальців, масажуванням у ділянці лобкової кістки. Слідом, або одразу, партнер переміщує губи уздовж пеніса. При цьому можуть змінюватись темп і глибина заковтування. Часто феляція супроводжується зосередженням дії на головці пеніса і стимуляції промежини. Зазвичай ритм рухів губами збільшується в міру наближення партнера до оргазму. Еякуляція в рот часто вважається небажаною, тому доведення до еякуляції завершується руками або сперма потім випльовується.

## Види феляції

Аутофеляція

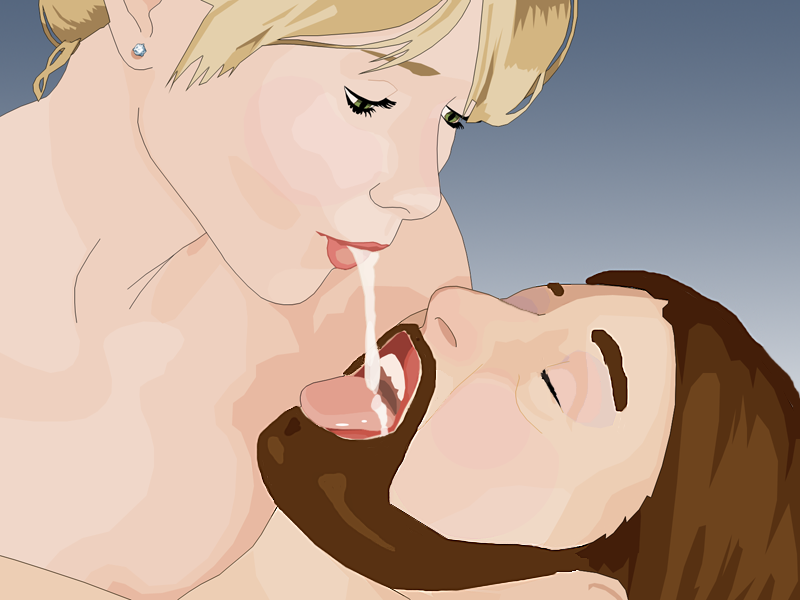
Гра в сніжки

- Звичайна феляція (лат. fellatio < fello — «смокчу») — найпоширеніша назва орального сексу в західному світі, на відміну від ширше застосовуваного в російській мові терміна «мінет». Пеніс і / або мошонка пасивно рухаються за допомогою поцілунків, лизання, покусування або смоктання партнером, що приймає. Як правило, основна увага приділяється голівці пеніса. Для додаткової стимуляції партнер, що приймає, часто проводить зворотно-поступальні рухи рукою (руками) по стовбуру пеніса.
- Іррумація (лат. irrumatio; від ir — «всередині» + ruma — «сосок») — форма активного орального сексу, що припускає самостійні фрикції пеніса в ротовій порожнині. Приймаючий партнер залишається пасивним. Як особливу форму іррумації розглядають техніку глибоке горло (англ. deep throat), яка передбачає фрикції пеніса в горлі.
- АутофеляціяАвтофеляція (від грец. αὐτός — «сам» + лат. fello — «смокчу») — різновид мінету, форма самозадоволення, при якому чоловік стимулює ротом та язиком власний пеніс.
- Гра в сніжкиГра в сніжки (англ. snowballing) або «обмін спермою» (англ. cum-swapping) — передбачає еякуляцію в рот з подальшою передачею сперми партнеру(-ам) через поцілунок, спльовування або стікання. У результаті змішування зі слиною та частого перемішування сперма спінюється і збільшується в об'ємі. Техніка часто трапляється в порнографії, але в реальному житті застосовується рідко.

## В історії та культурі
Перші перевірені згадки феляції в культурі належать цивілізації стародавнього Єгипту. Вона в тому числі згадується в міфі про воскресіння богинею Ісідою Осіріса шляхом «вдихання» життя в його пеніс. У геліопольському варіанті міфу про творення світу Атум отримав сім'я, з якого потім створив перших божеств, шляхом автофеляції. Подібне творення божеств приписується і богові Гебу. Відомі також зображення Геба й Нут в «позі 69», що символізує зв'язок Неба та Землі. Деякі філологи припускають, що саме феляція описана в Епосі про Гільгамеша, де блудниця Шамхат спокушує Енкіду аби долучити його до цивілізації. В месопотамській міфології Інанна дала жителям Урука моральні настанови, з-поміж яких і сексуальні, до яких входило «мистецтво кохання, поцілунків фалоса».

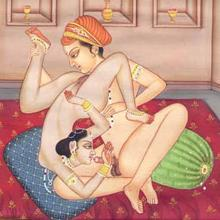
З Камасутри, феляція та кунілінгус у позі 69

Водночас в античній культурі феляція й автофеляція в людських стосунках переважно вважались негідними. Так, однією з умов потрапляння в потойбічний світ Дуат у єгиптян було не здійснювати автофеляції. В Туринському папірусі, що зображає різні форми сексу, оральний секс не згадується взагалі. Припускається, що в стародавньому Єгипті феляція вважалася прерогативою божеств і виконувати її могли тільки жриці Ісіди в символічній формі. Давньогрецька та давньоримська культури маргіналізували феляцію — вона вважалась заняттям повій та пасивних геїв. Ці культури загалом уникали афішування орального сексу, за винятком діонісійських культів. У римлян гомосексуальна феляція вважалася приниженням і покаранням для чоловіка, що виконує її.
Різним видам феляції відведено розділ давньоіндійської «Камасутри» під назвою «аупаріштака». З іншого боку, висмоктування життя шляхом феляції приписувалося в індійському фольклорі демонам чудалам, як пізніше в європейському — сукубам. У буддизмі немає прямої заборони на оральний секс, але він наводиться в переліках негідних занять. Натомість у традиційній китайській культурі, яка містить елементи буддизму, феляція вважалася цілком буденною. Небажаним припускалося тільки сім'явипорскування в результаті, адже воно зменшує «ян». У китайських приписах з сексу феляція навіть рекомендувалася жінкам для збереження молодості, що обґрунтовувалось у рамках даоської алхімії. Даоські та буддистські впливи сформували ставлення до орального сексу в Японії. А саме в середньовічній Японії гомосексуальна феляція здебільшого вважалася сороміцькою. Натомість гетеросексуальна і в сучасності розглядається як «несправжній» допустимий секс.

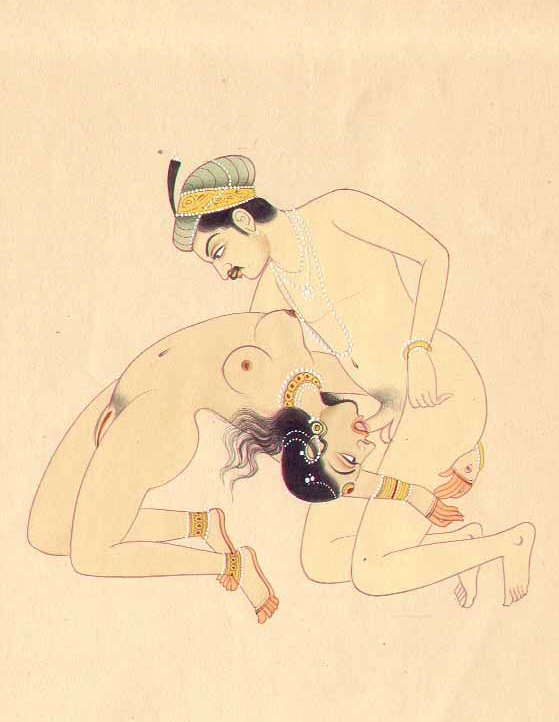
Оральний секс, зображений у Камасутрі

В деяких культурах феляція мала ритуальний характер і здійснювалась для передачі «чоловічої сили», в тому числі від чоловіка до чоловіка. Зокрема, такі практики відомі в низці племен Нової Гвінеї та інків. За деякими даними, гей-феляція здійснювалась і в рамках семітського культу Ваала. Саме з огляду на це в юдаїзмі (і пізніше християнстві) феляція та гомосексуальність стали табу.
У християнській культурі феляція традиційно була під забороною. В ранньому середньовіччі заняття нею каралося, в часи хрестових походів ґвалтування полонених шляхом іррумації приписувалося ворогам християн, особливо мусульманам. Також заняття феляцією висувалося проти ордена Тамплієрів. В європейській культурі від Середніх віків феляція загалом зневажалася як непродуктивний секс, в результаті якого не відбувається запліднення, але практикувалася у проституції. Гомосексуальна феляція традиційно вважалася принизливою для приймаючого партнера або ознакою деградації — приписувалася зокрема божевільним.
На початку XX століття з'являються медичні та психоаналітичні дослідження феляції, зокрема Теодора ван де Вельде та Зигмунда Фрейда. Зростає її прирівнювання до вагінального сексу. У низці американських штатів у 1910-х і 1920-х феляція прирівнювалася до содомії та була кримінальним злочином. Кількість описів феляції зростає в еротичній літературі в 1960-ті на фоні руху бітників, «розбитого покоління», розчарованого в цінностях довоєнного минулого. Оральний секс і феляція зокрема стрімко перестають бути маргіналізованими в 1970-ті з розвитком порнографічного кінематографа.

### У масовій культурі
У низці художніх непорнографічних фільмів були реальні сцени феляції:
- Коричневий кролик — сцена між Хлоєю Севіньї та Вінсентом Галло[13]
- Інтим — сцена між Керрі Фокс та Марк Райленс[14]
- 9 пісень — сцена між Марго Стіллі та Кіран О'Брайан[14]